# Donuts
Donuts Inc. war ein US-amerikanisches Unternehmen, das die Registrierung von Domainnamen verwaltete. Donuts war als Domain Name Registrar und als Domain Name Registry aktiv. Die Firma wurde im Jahr 2022 mit Afilias zu der neuen Firma Identity Digital fusioniert.

## Geschichte
Donuts wurde im Jahr 2010 in Bellevue im US-Bundesstaat Washington gegründet.
Größere Bekanntheit erlangte Donuts durch Beantragung von 307 generischen Top-Level-Domains in dem im Jahr 2013 von der ICANN gestarteten Programm zur Einführung von neuen Top-Level-Domains. Damit wurde Donuts die mit Abstand größte Registry für neue Top-Level-Domains. Selbst die Anträge von Google und Amazon zusammen kamen nicht auf die Summe der Anträge von Donuts. Amerikanische Medien wie The Washington Post, CNBC und TechCrunch berichteten über das Unternehmen.
Im Jahr 2017 verwaltete Donuts in der Funktion als Registrar ungefähr zwei Millionen registrierte Domains.
Das Unternehmen übernahm im Juni 2017 die Rightside Group Ltd, die 40 TLD-Endungen sowie die Seite Name.com zum Registrieren von Domains betreibt.
Im Jahr 2022 wurde Donuts aufgelöst und in die Nachfolgefirma Identity Digital überführt, zusammen mit dem zuvor aufgekauften Afilias.

## Liste der Top-Level-Domains
- .academy
- .accountants
- .actor
- .agency
- .airforce
- .apartments
- .army
- .associates
- .attorney
- .auction
- .band
- .bargains
- .bike
- .bingo
- .boutique
- .builders
- .business
- .cab
- .cafe
- .camera
- .camp
- .capital
- .cards
- .care
- .careers
- .cash
- .casino
- .catering
- .center
- .charity
- .chat
- .cheap
- .church
- .city
- .claims
- .cleaning
- .clinic
- .clothing
- .coach
- .codes
- .coffee
- .community
- .company
- .computer
- .condos
- .construction
- .contact
- .contractors
- .cool
- .coupons
- .credit
- .creditcard
- .cruises
- .dance
- .dating
- .deals
- .degree
- .delivery
- .democrat
- .dental
- .dentist
- .diamonds
- .digital
- .direct
- .directory
- .discount
- .doctor
- .dog
- .domains
- .education
- .email
- .energy
- .engineer
- .engineering
- .enterprises
- .equipment
- .estate
- .events
- .exchange
- .expert
- .exposed
- .express
- .fail
- .family
- .fan
- .farm
- .finance
- .financial
- .fish
- .fitness
- .flights
- .florist
- .football
- .forsale
- .foundation
- .fund
- .furniture
- .futbol
- .fyi
- .gallery
- .games
- .gifts
- .gives
- .glass
- .gmbh
- .gold
- .golf
- .graphics
- .gratis
- .gripe
- .group
- .guide
- .guru
- .haus
- .healthcare
- .hockey
- .holdings
- .holiday
- .hospital
- .house
- .immo
- .immobilien
- .industries
- .institute
- .insure
- .international
- .investments
- .irish
- .jetzt
- .jewelry
- .kaufen
- .kitchen
- .land
- .lawyer
- .lease
- .legal
- .life
- .lighting
- .limited
- .limo
- .live
- .loans
- .ltd
- .maison
- .management
- .market
- .marketing
- .mba
- .media
- .memorial
- .moda
- .money
- .mortgage
- .movie
- .navy
- .network
- .news
- .ninja
- .partners
- .parts
- .photography
- .photos
- .pictures
- .pizza
- .place
- .plumbing
- .plus
- .productions
- .properties
- .pub
- .recipes
- .rehab
- .reise
- .reisen
- .rentals
- .repair
- .report
- .republican
- .restaurant
- .reviews
- .rip
- .rocks
- .run
- .sale
- .salon
- .sarl
- .school
- .schule
- .services
- .shoes
- .shopping
- .show
- .singles
- .soccer
- .social
- .software
- .solar
- .solutions
- .studio
- .style
- .supplies
- .supply
- .support
- .surgery
- .systems
- .tax
- .taxi
- .team
- .technology
- .tennis
- .theater
- .tienda
- .tips
- .tires
- .today
- .tools
- .tours
- .town
- .toys
- .training
- .travel
- .university
- .vacations
- .ventures
- .vet
- .viajes
- .video
- .villas
- .vin
- .vision
- .voyage
- .watch
- .wine
- .works
- .world
- .wtf
- .zone
- .企业
- .娱乐
- .游戏
- .商店